# Cratere Ratumaibulu
Ratumaibulu è un cratere sulla superficie di Cerere.